# Nick Olij
Nick Olij, né le 1er août 1995 à Haarlem aux Pays-Bas, est un footballeur néerlandais qui joue au poste de gardien de but au PSV Eindhoven.

## Palmarès

### En équipe nationale
- Pays-Bas -17 ans
  - Vainqueur du championnat d'Europe des moins de 17 ans en 2012